# 855 هـ
855 هـ هي سنة في التقويم الهجري امتدت مقابلةً في التقويم الميلادي بين سنتي 1451 و1452.

كريستوفر كولومبوس

## أحداث
- محمد الفاتح يتولى الحكم في الدولة العثمانية.

## مواليد
- كريستوفر كولومبوس

## وفيات
- بدر الدين العيني
- ابن طي الفقعاني